# Alfaraz de Sayago

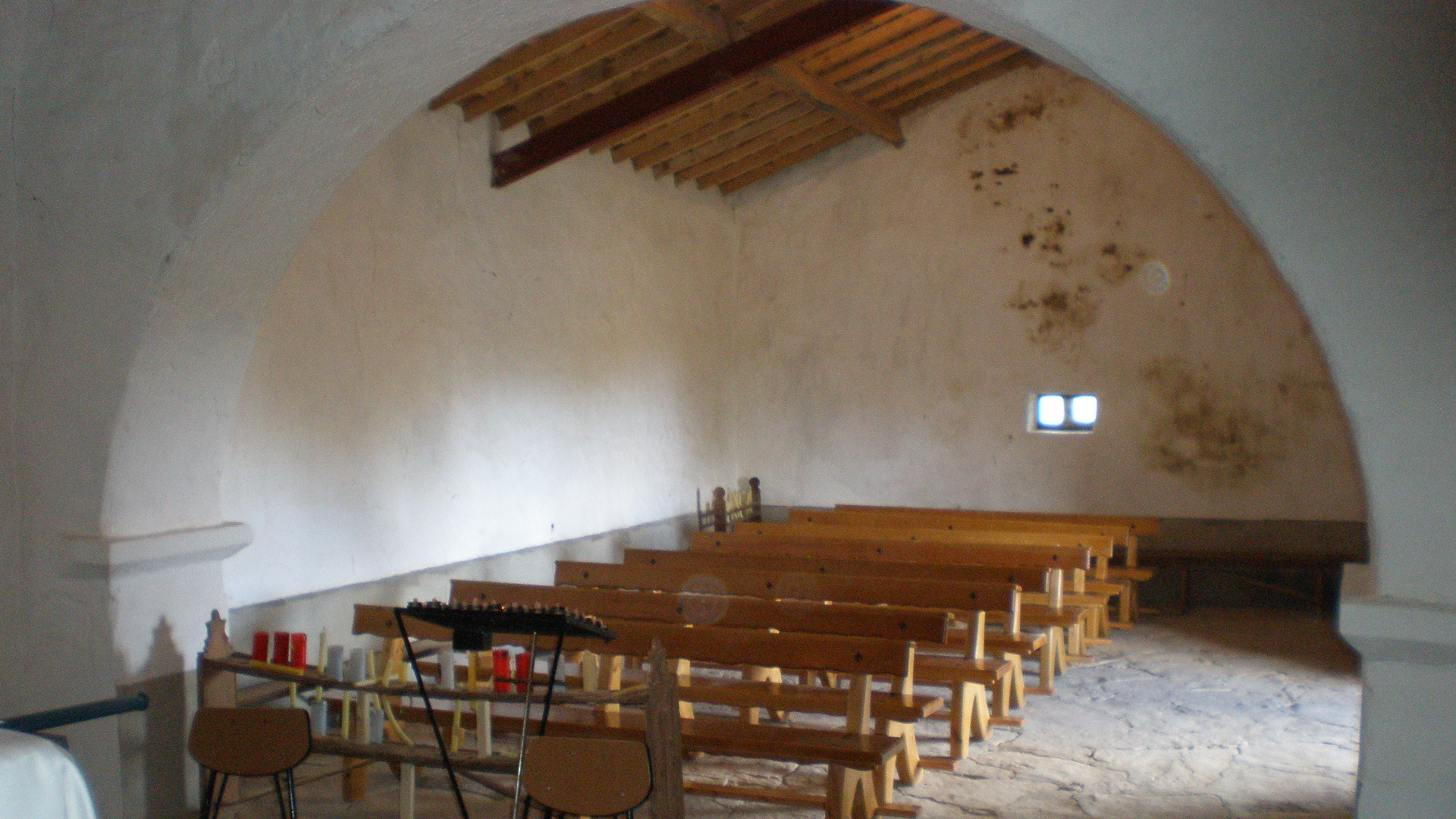
Alfaraz de Sayago – Ermita de Santa Barbara

Alfaraz de Sayago ist ein nordwestspanischer Ort und eine aus 2 Weilern (pedanías) bestehende Gemeinde (municipio) mit insgesamt nur noch 124 Einwohnern (Stand: 2024) in der Provinz Zamora in der Autonomen Gemeinschaft Kastilien-León.

## Lage
Der Ort Alfaraz de Sayago liegt im Südwesten der Provinz Zamora in einer Höhe von ca. 825 m in der alten Kulturlandschaft Sayago. Die Provinzhauptstadt Zamora ist knapp 40 km (Fahrtstrecke) in nordöstlicher Richtung entfernt. Das gemäßigte Klima wird zeitweise vom Atlantik beeinflusst; Regen (ca. 500 mm/Jahr) fällt vorwiegend im Winterhalbjahr.

## Bevölkerungsentwicklung
| Jahr      | 1857 | 1900 | 1950 | 2000 | 2020 |
| Einwohner | 562  | 582  | 536  | 210  | 125  |

Infolge der Mechanisierung der Landwirtschaft, der Aufgabe von bäuerlichen Kleinbetrieben („Höfesterben“) und der daraus resultierenden Arbeitslosigkeit auf dem Lande ist die Bevölkerung seit den 1950er Jahren kontinuierlich auf den derzeitigen Tiefststand zurückgegangen. Zur Gemeinde gehört auch der im Jahr 1970 eingemeindete Weiler Viñuela de Sayago mit etwa 40 Einwohnern.

## Wirtschaft
Die Landwirtschaft, vor allem die Anpflanzung von Weinreben, Oliven- und Obstbäumen, spielt traditionell die größte Rolle im Wirtschaftsleben der Gemeinde. Daneben fungierte der Ort bereits im Mittelalter als Handels-, Handwerks- und Dienstleistungszentrum für die Weiler und Einzelgehöfte in der Region. Einnahmen aus dem Tourismus in Form der Vermietung von als Ferienwohnungen (casas rurales) genutzten leerstehenden Häusern sind in den letzten Jahrzehnten hinzugekommen.

## Geschichte
Bereits in vorrömischer Zeit siedelten hier Stammesgruppen vom keltischen Volk der Vettonen, die von den Römern im Jahre 193 v. Chr. unterworfen wurden. Aus westgotischer und islamischer Zeit sind keine Funde bekannt. Die Rückeroberung (reconquista) der nur dünn besiedelten und abgelegenen Gebiete im 11. und 12. Jahrhundert verlief weitgehend kampflos; danach begann die Wieder- – oder besser – Neubesiedlung (repoblación) der Region.

## Sehenswürdigkeiten
Alfaraz de Sayago
- Die Iglesia de Santa Eulalia ist eine kleine romanische Dorfkirche mit späteren Hinzufügungen. Die ansonsten schmuck- und portallose Westfassade wird von einem zweigeschossigen barocken Glockengiebel (espadaña) überragt; der eigentliche Eingang befindet sich auf der Südseite.[3]

Umgebung
- Etwa 3 km nördlich des Ortes liegt die Ermita de Santa Barbara – eine kleine und eher schmucklose Wallfahrtskapelle.
- Ca. 12 km Fahrtstrecke bzw. ca. 5 km Fußweg südöstlich des Ortes liegt die ehemals mehrtürmige und vollkommen regelmäßig angelegte Ruine des Castillo del Asmesnal.[4]

Viñuela de Sayago
- Die ursprünglich romanische Kirche des Ortes wurde später umgebaut und besteht heute aus zwei Baukörpern; der größere hat einen hübschen Apsiserker. Das versteckt liegende Südportal wird von zwei Archivolten überfangen; sehenswert ist auch der zweigeschossige Glockengiebel.